# Équipe cycliste Cervélo Test
 (janvier 2025).
Si vous disposez d'ouvrages ou d'articles de référence ou si vous connaissez des sites web de qualité traitant du thème abordé ici, merci de compléter l'article en donnant les références utiles à sa vérifiabilité et en les liant à la section « Notes et références ».
L'équipe cycliste Cervélo Test Team est une équipe cycliste professionnelle suisse, qui a existé en 2009 et 2010. Elle effectue sa première saison d'activité en 2009 en tant qu'équipe continentale professionnelle. Elle est sponsorisée par le fabricant de cycles Cervélo et a pour leaders le vainqueur du Tour de France 2008 Carlos Sastre et le sprinter norvégien Thor Hushovd. L'équipe disparaît à la fin de la saison 2010, en raison de problèmes financiers. Cervélo continue à sponsoriser une équipe cycliste en devenant sponsor secondaire de l'équipe Garmin. Cette dernière reprend également l'équipe féminine.

## Saison 2009
Pour sa première saison, l'équipe Cervélo possède un gros potentiel. En effet elle compte déjà plusieurs victoires comme le Circuit Het Nieuwsblad remporté en début de saison par Thor Hushovd, mais aussi une étape du Tour de Californie remportée par le même Thor Hushovd, deux étapes du Tour de l'Algarve remportées par l'Allemand Heinrich Haussler, ainsi qu'une étape du Tour du Qatar pour le Britannique Roger Hammond. L'Allemand s'est aussi distingué en apportant à l'équipe une deuxième place méritante à Milan-San Remo, au Tour des Flandres et enfin, une 7e place à Paris-Roubaix.
Lors du Tour de France, l'équipe Cervélo gagne deux étapes grâce à Heinrich Haussler et Thor Hushovd. Ce dernier remporte le maillot vert du classement part points. Lors du Tour d'Espagne 2009, Philip Deignan obtient le neuvième place du classement général ainsi qu'une victoire d'étape.

## Principaux résultats

### Classiques
| Date       | Course               | Pays   | Classe | Vainqueur     |
| ---------- | -------------------- | ------ | ------ | ------------- |
| 23/08/2009 | Grand Prix de Plouay | France | PT     | Simon Gerrans |

### Sur les grands tours
- Tour de France
  - 2 participations (2009, 2010)
  - 3 victoires d'étapes :
    - 2 en 2009 : Thor Hushovd, Heinrich Haussler
    - 1 en 2010 : Thor Hushovd

  - 0 podium
  - Meilleur classement : Carlos Sastre (15e en 2009)
  - 1 classement annexe :
    -  Classement par points : Thor Hushovd (2009)

- Tour d'Italie
  - 2 participations (2009, 2010)
  - 4 victoires d'étapes :
    - 4 en 2009 : Simon Gerrans, Carlos Sastre (2), Ignatas Konovalovas

  - 1 podium
  - Meilleur classement : Carlos Sastre (2e en 2009 après les déclassements de Danilo Di Luca et Franco Pellizotti)

- Tour d'Espagne
  - 2 participations (2009, 2010)
  - 3 victoires d'étapes :
    - 2 en 2009 : Simon Gerrans, Philip Deignan
    - 1 en 2010 : Thor Hushovd

  - 0 podium
  - Meilleur classement : Xavier Tondo (6e en 2010)

### Championnats nationaux
- Championnat de Lituanie sur route : 2
  - Contre-la-montre : 2009 et 2010 (Ignatas Konovalovas)
- Championnat d'Allemagne sur route : 1
  - Course en ligne : 2009 (Martin Reimer)
- Championnat de Norvège sur route : 1
  - Course en ligne : 2010 (Thor Hushovd)

### Autres épreuves
- Championnats du monde sur route : 2010 (Thor Hushovd)

## Classements UCI
Durant son existence, l'équipe Cervélo Test participe principalement aux épreuves des circuits continentaux. Le tableau ci-dessous présente les classements de l'équipe sur les circuits, ainsi que son meilleur coureur au classement individuel. 
UCI America Tour
| Saison | Classement par équipes | Meilleur coureur au classement individuel |
| ------ | ---------------------- | ----------------------------------------- |
| 2009   | 6e                     | Thor Hushovd (8e)                         |
| 2010   | 16e                    | Brett Lancaster (96e)                     |

UCI Asia Tour
| Saison | Classement par équipes | Meilleur coureur au classement individuel |
| ------ | ---------------------- | ----------------------------------------- |
| 2009   | 8e                     | Heinrich Haussler (26e)                   |
| 2010   | 27e                    | Heinrich Haussler (72e)                   |

UCI Europe Tour
| Saison | Classement par équipes | Meilleur coureur au classement individuel |
| ------ | ---------------------- | ----------------------------------------- |
| 2009   | 4e                     | Heinrich Haussler (11e)                   |
| 2010   | 17e                    | Davide Appollonio (52e)                   |

UCI Oceania Tour
| Saison | Classement par équipes | Meilleur coureur au classement individuel |
| ------ | ---------------------- | ----------------------------------------- |
| 2010   | 3e                     | Thor Hushovd (2e)                         |

Depuis 2009, un classement mondial a été mis en place.
| Saison | Classement par équipes | Meilleur coureur au classement individuel |
| ------ | ---------------------- | ----------------------------------------- |
| 2009   | 7e                     | Heinrich Haussler (16e)                   |
| 2010   | 12e                    | Thor Hushovd (27e)                        |

## Cervélo Test en 2010

### Effectif
| Coureur              | Date de naissance | Nationalité | Équipe 2009                | Équipe 2011        |
| -------------------- | ----------------- | ----------- | -------------------------- | ------------------ |
| Davide Appollonio    | 02.06.1989        | Italie      | Néo-pro                    | Sky                |
| Theo Bos             | 22.08.1983        | Pays-Bas    | Rabobank Continental       | Rabobank           |
| João Correia         | 10.02.1975        | Portugal    | Bissell Pro Cycling        | Fin de carrière    |
| Íñigo Cuesta         | 03.06.1969        | Espagne     | Cervélo Test               | Caja Rural         |
| Philip Deignan       | 07.09.1983        | Irlande     | Cervélo Test               | RadioShack         |
| Stefan Denifl        | 20.09.1987        | Autriche    | Elk Haus                   | Leopard-Trek       |
| Xavier Florencio     | 26.12.1979        | Espagne     | Cervélo Test               | Geox-TMC           |
| Volodymyr Gustov     | 15.02.1976        | Ukraine     | Cervélo Test               | Saxo Bank-Sungard  |
| Roger Hammond        | 30.01.1974        | Royaume-Uni | Cervélo Test               | Garmin-Cervélo     |
| Heinrich Haussler    | 25.02.1984        | Allemagne   | Cervélo Test               | Garmin-Cervélo     |
| Jeremy Hunt          | 12.03.1974        | Royaume-Uni | Cervélo Test               | Sky                |
| Thor Hushovd         | 18.01.1978        | Norvège     | Cervélo Test               | Garmin-Cervélo     |
| Ted King             | 31.01.1983        | États-Unis  | Cervélo Test               | Liquigas-Doimo     |
| Andreas Klier        | 15.01.1976        | Allemagne   | Cervélo Test               | Garmin-Cervélo     |
| Ignatas Konovalovas  | 08.12.1983        | Lituanie    | Cervélo Test               | Movistar           |
| Brett Lancaster      | 15.11.1979        | Australie   | Cervélo Test               | Garmin-Cervélo     |
| Daniel Lloyd         | 11.10.1980        | Royaume-Uni | Cervélo Test               | Garmin-Cervélo     |
| Joaquín Novoa        | 25.08.1983        | Espagne     | Cervélo Test               |                    |
| Óscar Pujol          | 16.10.1983        | Espagne     | Cervélo Test               | Omega Pharma-Lotto |
| Gabriel Rasch        | 08.04.1976        | Norvège     | Cervélo Test               | Garmin-Cervélo     |
| Martin Reimer        | 14.06.1987        | Allemagne   | Cervélo Test               | Skil-Shimano       |
| Dominique Rollin     | 29.10.1982        | Canada      | Cervélo Test               | FDJ                |
| Carlos Sastre        | 22.04.1975        | Espagne     | Cervélo Test               | Geox               |
| Xavier Tondo         | 05.11.1978        | Espagne     | Andalucía-Cajasur          | Movistar           |
| Marcel Wyss          | 25.06.1986        | Suisse      | Cervélo Test               | Geox               |
| Stagiaire            | Date de naissance | Nationalité | Équipe 2010                | Équipe 2011        |
| Daniel Teklehaymanot | 10.11.1988        | Érythrée    | Centre mondial du cyclisme |                    |
| Alexander Wetterhall | 12.04.1986        | Suède       | Sprocket                   |                    |

### Victoires
| Date       | Course                                   | Pays       | Classe | Vainqueur           |
| ---------- | ---------------------------------------- | ---------- | ------ | ------------------- |
| 28/02/2010 | Clásica de Almería                       | Espagne    | 1.1    | Theo Bos            |
| 07/03/2010 | 5e étape du Tour de Murcie               | Espagne    | 2.1    | Theo Bos            |
| 13/03/2010 | 6e étape de Paris-Nice                   | France     | HIS    | Xavier Tondo        |
| 24/03/2010 | 3e étape du Tour de Catalogne            | Espagne    | PT     | Xavier Tondo        |
| 14/04/2010 | 1re étape du Tour de Castille-et-León    | Espagne    | 2.1    | Theo Bos            |
| 15/04/2010 | 2e étape du Tour de Castille-et-León     | Espagne    | 2.1    | Theo Bos            |
| 17/05/2010 | 2e étape du Tour de Californie           | États-Unis | 2.HC   | Brett Lancaster     |
| 13/06/2010 | 2e étape du Tour de Suisse               | Suisse     | PT     | Heinrich Haussler   |
| 27/06/2010 | Championnat de Norvège sur route         | Norvège    | CN     | Thor Hushovd        |
| 27/06/2010 | Championnat de Lituanie contre-la-montre | Lituanie   | CN     | Ignatas Konovalovas |
| 06/07/2010 | 3e étape du Tour de France               | France     | HIS    | Thor Hushovd        |
| 20/08/2010 | 4e étape du Tour du Limousin             | France     | 2.1    | Davide Appollonio   |
| 02/09/2010 | 6e étape du Tour d'Espagne               | Espagne    | HIS    | Thor Hushovd        |